# Playcenter
Playcenter fue un parque de diversiones ubicado en la ciudad brasileña de São Paulo. Fue inaugurado el 27 de julio de 1973 y recibe cerca de 1,5 millones de visitantes anualmente. Fue el primer gran parque de São Paulo siendo fundado con base en los parques de las grandes ciudades de Estados Unidos y Europa.
El parque abría normalmente en su calendario oficial todos los días de la semana, salvo los lunes, cuando el parque era cerrado para mantenimiento y revisión de las atracciones mecánicas.
Con la construcción del Hopi Hari (encomendada por los propios dueños del Playcenter) el parque tuvo algunos de sus recordes batidos en atracciones: 
Turbo Drop, Boomerang, Evolution, Waimea, entre otros.
El grupo dueño  del Parque extendió sus operaciones en los 90' a la Argentina, llegando a acaparar hasta el 40% del mercado de juegos en ese país.
El parque cerró las actividad el 27 de julio de 2012.

## Atracciones
Entre las 35 atracciones del parque, algunas se destacan:
- Boomerang - Montaña rusa fabricada por la Vekoma, con un looping y dos vueltas. Llegando a casi 90 km por hora, Ud. es lanzado desde el alto, y recorre todo el circuito, primero de frente y después de espaldas. Hoy en día esta montaña rusa fue vendida a Parque Diversiones Costa Rica donde abrirá en diciembre de 2012

- Castillo de los Horrores - un "Castillo" compuesto por diversos escenarios donde actores fantasiados sorprenden a los visitantes.

- Cataclisma - dos péndulos gigantescos se hamacan en sentido horario y antihorario, llegando a dar vueltas y loopings de 360 grados.

- Double Shock - dos góndolas que giran y se hamacan 360° y en sentido horario y antihorario.

- Evolution - diez góndolas en formato de círculo, sostenidas por un enorme brazo giratorio. Ud. puede fluctuar de los pies a la cabeza con esta atracción, llegando a 20 metros de altura.

- Looping Star - en esta emocionante Montaña Rusa Alemana, el tren alcanza 90 km por hora, seguido de un looping con más de 20 metros de altura.

- Magic Motion - Cine 3D ubicado dentro de un enorme globo de metal, en que los asientos siguen los movimientos de la película dando más realidad a los visitantes de forma que se sientan haciendo parte de la aventura.

- Sky Coaster - simula las sensaciones de salto de paracaídas con vuelo de ala delta en un salto de 60 metros de altura. Es pago aparte.

- Splash - tradicional juego acuático donde barcos con forma de tronco llevan a los visitantes sobre una breve corriente de río artificial con caídas pequeñas y curvas seguidas de una caída mayor.

- Turbo Drop - una torre de 60 metros de estructura de metal, donde cuatro soportes de metal con 3 asientos cada, llevan a los visitantes a la cima en 17 segundos, estando parado en lo alto durante 6 segundos y, cae en solo 2 segundos. La caída llega a ser 2 veces mayor en relación con la fuerza de gravedad.

- Waimea - un recorrido tranquilo lleva un barco de visitantes a altísima altura, seguido de una caída en alta velocidad que da impresión de ser en caída libre. En la caída, el barco choca con el agua, levantando una Waimea (la mayor onda de Hawaii, que bautiza la atracción). Atracción que costo al bolsillo del Playcenter 5 millones de Reales. Adquirida en 2003.

- Windstorm - Montaña Rusa de medio porte y alta velocidad. Es constituida principalmente por curvas cerradas.

- O Mistério da Monga - Atracción que muestra la historia de la bióloga Julia, que embarcó en una peligrosa expedición al Congo para buscar una rara especie de animal, los "Mongas". En el medio del viaje, Julia es capturada y ofrecida para ese terrible animal. Ella consigue huir, pero contrae el virus en su ADN y acaba transformándose en un "Monga". Fueron 2 años de búsqueda hasta llegar al Trix 50, una droga que es capaz de recuperar la genética original de Julia.

### Atracciones antiguas
Algunas atracciones marcaron época y fueron desactivadas por diferentes motivos:
- Teleférico - Atracción para la familia, la cual cruzaba el parque de punta a punta. Tenía 50 asientos desde los cuales se tenía una vista panorámica del parque y de parte de la ciudad de São Paulo. El recorrido demoraba cerca de 5 minutos y 20 segundos. Fue desactivado para la construcción de la atracción "Waimea".

- Super Jet - Primera Montaña Rusa del parque, inaugurada el 27 de julio de 1973, fue el mayor icono del Playcenter durante décadas. Ubicada en la antigua entrada del parque, fue desactivada en 1996 por motivos de renovaciones de atracciones.

- Gigantona - Se consideraba la mayor rueda gigante de la ciudad, fue una de las grandes atracciones del parque durante años. De sus góndolas (las cuales soportaban hasta 4 personas) se tenía una vista increíble de la ciudad de São Paulo. Fue desactivada y vendida para el Hopi Hari a finales de la década de 1990, donde opera hoy con el nombre de Giranda Mundi.

- Tornado - Montaña Rusa parecida a la actual Windstorm (en operación), fue una de las peoneras en el parque. Inaugurada en 1982, tuvo mucho éxito entre los frecuentadores del parque hasta 2001, cuando fue cerrada. Al comienzo, el Playcenter argumentó que la atracción estaba cerrada para reforma. Finalmente, en 2004, fue desmontada y transferida a un depósito, antes de ser vendida al Beto Carrero World.

- Montaña Encantada - antigua mini Montaña de piedra perforada por una pista acuática donde era realizado el trayecto. En su interior había personajes divertidos de historietas famosas que presentaban un mini espectáculo con una clásica música de fondo (En la montaña encantada da gusto navegar, navegando Usted lleva a vida a sonreír y a cantar!). El camino terminaba en una pequeña travesía cercada por dos lagos artificiales. Fue desactivada en 2005 y los muñecos fueron vendidos al Beto Carrero World y están siendo utilizados para una de sus atracciones. Su estructura en proceso de desactivacion se incendió el día 13 de agosto del mismo año, pero no destruyó nada de la atracción antigua que yáa había sido llevada al parque de Beto Carrero.

- Laberinto de Espejos - Atracción polémica que se inauguró junto con el parque en 1973 y estuvo hasta el 1985 cuando surgieron calumnias de que un niño había muerto allí dentro. Puros rumores, la atracción fue desactivada para dar inicio al Castillo de los Horrores. Era un gran laberinto de espejos cóncavos y convexos donde se escuchaban voces para dar más emoción y hacer que las personas quieran salir más rápido. En la mitad del laberinto, se podían encontrar personas fantasiosas para dar más susto. Eran los mismos personajes del Castillo de los Horrores

### Atracciones Temporales
- Samba - Un pandero gigante que baila y gira al ritmo de la música. Contrato de 3 meses.

## Noches del Terror
Las Noches del Terror del Playcenter se consolidaban como el mayor evento temático de América Latina, llegando a recibir más de 500 mil visitantes en menos de dos meses.
Las Noches del Terror en 2008 completaron 21 años, siendo la 21.ª edición del evento. El evento tiene inicio a las 18 cuando el Playcenter es totalmente transformado.
El Parque recibe cerca de 160 actores, representando los más terribles personajes y criaturas, además el parque recibe una gran estructura escenográfica y de iluminación, para volver el ambiente lo más asustador posible.
Por el parque son montados laberintos donde los visitantes, tienen que andar por corredores repletos de efectos especiales e monstruos.
Además las Noches del Terror del Playcenter, cada año posee un tema diferente, donde todos los monstruos, escenários y atracciones reciben alusión al tema.

## Playpass
El Playpass es el ingreso que asegura el acesso sin fila a las atracciones (excepto atracciones que se pagan separadamente).
Las atracciones son: Boomerang, Cataclisma, Evolution, Looping Star, Splash, Turbo Drop, Waimea e Windstorm;
Y el precio es variable, dependiendo del día.